# Estadi Ala'ab Damanhūr
L'Estadi Ala'ab Damanhour és un estadi esportiu de la ciutat de Damanhour, a Egipte.
Fou inaugurat l'any 1961. Va ser seu de la Copa d'Àfrica de Nacions 1974. És la seu del cub Ala'ab Damanhour SC i té una capacitat per a 8.000 espectadors.